# Фёдорова, Мария Митрофановна
Мария Митрофановна Фёдорова (27 декабря 1924, Чувашская автономная область, РСФСР — 17 февраля 2004 года, Кандаурово, Колыванский район, Новосибирская область, Россия) — передовик колхозного производства, Герой Социалистического Труда (1971).

## Биография
Родилась 27 декабря 1924 года в Чувашской автономной области. В 1929 году вместе с семьёй переехала в село Кандаурово Колыванского района Новосибирской области. В 1941 году окончила курсы трактористов. С 1942 года стала работать в Кандауровской МТС. Ежегодно выполняла план на 130—150 %. В 60-70-е годы XX столетия ежегодно выполняла планы по сборке урожая. За доблестный труд в сельском хозяйстве была удостоена в 1971 году звания Героя Социалистического Труда.
Участвовала во всесоюзной выставке ВДНХ. Избиралась депутатом Новосибирского областного совета народных депутатов.
Проработала на тракторе в течение 55 лет. Вышла нас пенсию в 1999 году в возрасте 75 лет. Проживала в селе Кандаурово.
Скончалась 17 февраля 2004 года и была похоронена на сельском кладбище села Канадурово.

## Награды
- Герой Социалистического Труда — указом Президиума Верховного Совета СССР от 8 апреля 1971 года;
- Орден Ленина (1971);
- Орден Трудового Красного Знамени.